# 沖紘子
沖 紘子（おき ひろこ）は、日本の霊能者、姓名判断師、実業家。

## 人物
愛知県名古屋市を拠点に、芸能界をはじめ政財界の著名人の間で「霊能者」として知られる存在である。
1980年4月に歌手デビューした、松田聖子の名付け親として、沖の名が知られるようになる。この年は「聖子ちゃんカット」が社会現象になり、シングル「青い珊瑚礁」では日本レコード大賞はじめ、数々の音楽に関する賞を獲得した。
松田が所属する芸能事務所のサンミュージックをはじめ、1980年代に活躍した人気アイドルやタレント等、50名以上の芸名を名付けている。
現在は、名古屋市に本社があるシステムコンサルティングサービス企業、サンテン株式会社の代表取締役社長を務めている。

## 芸名を付けた主な芸能人
- 松田聖子[1][3]
- 早見優[1][3]
- 岡田有希子[1]
- 田村英里子
- 太川陽介[1]
- 渋谷哲平
- 佐々木行（ダークダックス・マンガさん）
- 朝田のぼる
- 鹿取容子（現：鹿取洋子）
- 杉田愛子
- 桑田靖子
- 滝里美
- 神野美伽
- 橋本美加子
- 沢田知可子[1]
- 寺島しのぶ[1]

## エピソード
- 日本テレビの音楽番組「ザ・トップテン」（1985年2月18日放送）に岡田有希子が10位にランクインした際[4]、芸名の名付け親として出演。命名をする切っ掛けとなった経緯として、サンミュージックプロダクションの創業者で初代社長を務めた相澤秀禎が沖のアドバイスで改名し、それから仕事が軌道に乗ったことから信頼を得たと語った。それ以来、相澤からサンミュージックに所属した新人の芸名の名付けを依頼されるようになったという。岡田を「5年は走れる」「短距離ランナー」、司会の榊原郁恵を「長距離ランナーの生命力」と表現していた[1]。

## 著書
- 『魂で聴く西国三十三観音の声 日本最古の霊場巡礼で聴いた観音様の導きの言葉』（2006年、グラフ社）